# Jalovec (Liptovský Mikuláš)
Jalovec es un municipio del distrito de Liptovský Mikuláš en la región de Žilina, Eslovaquia, con una población estimada a final del año 2024 de 318 habitantes.
Se encuentra ubicado al sureste de la región, cerca del curso alto del río Váh (cuenca hidrográfica del Danubio), de los montes Tatras y de la frontera con Polonia y las regiones de Prešov y Banská Bystrica.

## Demografía
| Año        | 1994 | 2004     | 2014    | 2024    |
| ---------- | ---- | -------- | ------- | ------- |
| Población  | 260  | 320      | 294     | 318     |
| Diferencia |      | +23,07 % | −8,12 % | +8,16 % |

| Año        | 2023 | 2024    |
| ---------- | ---- | ------- |
| Población  | 308  | 318     |
| Diferencia |      | +3,24 % |